# 김무규
김무규(1908년 ~ ?)는 대한민국의 국악인, 단소 명인이다. 전남 구례에서 태어났다. 전추산 명인에게서 단소를 사사 받았으며 현재 무형문화재 향제줄풍류 기능보유자이다.

## 참고 문헌
- 이 문서에는 다음커뮤니케이션(현 카카오)에서 GFDL 또는 CC-SA 라이선스로 배포한 글로벌 세계대백과사전의 내용을 기초로 작성된 글이 포함되어 있습니다.